# سیارک ۱۸۴۹۸
سیارک ۱۸۴۹۸ (به انگلیسی: 18498 Cesaro، نامگذاری:1996MN) هجده هزار و چهارصد و نود و هشتمین سیارک کشف شده‌است که در ۲۲ ژوئن ۱۹۹۶ کشف شد.
قدر مطلق سیارک برابر ۱۵٫۸۰ است.